# Fontaines protégées aux monuments historiques dans les Hauts-de-France
Cet article dresse la liste des fontaines protégées au titre des monuments historiques dans la région des Hauts-de-France.
| Nom                                     | Commune            | Département   | identifiant Mérimée  | Statut                      | date de protection | coordonnées géographiques   | image |
| --------------------------------------- | ------------------ | ------------- | -------------------- | --------------------------- | ------------------ | --------------------------- | ----- |
| fontaine de Villers-Cotterêts           | Villers-Cotterêts  | Aisne         | Notice no PA00115986 | monument historique inscrit | 11 mai 1932        | 49° 15′ 09″ N, 3° 05′ 19″ E |       |
| fontaine couverte de l'abbaye du Moncel | Pontpoint          | Oise          | Notice no PA00114819 | monument historique inscrit | 23 juin 1933       | 49° 18′ 09″ N, 2° 36′ 51″ E |       |
| fontaine-calvaire de Berneuil-sur-Aisne | Berneuil-sur-Aisne | Oise          | Notice no PA00114523 | monument historique inscrit | 22 août 1949       | 49° 24′ 53″ N, 3° 00′ 30″ E |       |
| fontaine de Noyon                       | Noyon              | Oise          | Notice no PA00114788 | monument historique classé  | 2 novembre 1924    | 49° 34′ 50″ N, 3° 00′ 00″ E |       |
| fontaine de Plailly                     | Plailly            | Oise          | Notice no PA00114808 | monument historique inscrit | 9 juillet 1970     | 49° 06′ 11″ N, 2° 35′ 05″ E |       |
| fontaine de Mortefontaine               | Mortefontaine      | Oise          | Notice no PA00114763 | monument historique classé  | 11 avril 1946      | 49° 06′ 38″ N, 2° 36′ 06″ E |       |
| fontaine Saint-Éloi                     | Floursies          | Nord          | Notice no PA00107532 | monument historique inscrit | 4 octobre 1932     | 50° 10′ 54″ N, 3° 58′ 07″ E |       |
| fontaine Saint-Chrysole                 | Verlinghem         | Nord          | Notice no PA00107877 | monument historique classé  | 5 octobre 1920     | 50° 41′ 01″ N, 2° 59′ 43″ E |       |
| fontaine de Wimille                     | Wimille            | Pas-de-Calais | Notice no PA00108450 | monument historique inscrit | 27 décembre 1972   | 50° 45′ 43″ N, 1° 38′ 01″ E |       |
| fontaine du Pont-de-Cité                | Arras              | Pas-de-Calais | Notice no PA00107968 | monument historique inscrit | 7 juillet 1988     | 50° 17′ 34″ N, 2° 46′ 06″ E |       |
| fontaine Sainte-Aldegonde               | Saint-Omer         | Pas-de-Calais | Notice no PA00108408 | monument historique classé  | 26 octobre 1981    | 50° 44′ 54″ N, 2° 15′ 07″ E |       |
| fontaine Louis XVI de Boulogne-sur-Mer  | Boulogne-sur-Mer   | Pas-de-Calais | Notice no PA00108231 | monument historique inscrit | 5 octobre 1945     | 50° 43′ 25″ N, 1° 36′ 53″ E |       |
| fontaine de Boulogne-sur-Mer            | Boulogne-sur-Mer   | Pas-de-Calais | Notice no PA00108230 | monument historique inscrit | 16 janvier 1947    | 50° 43′ 33″ N, 1° 36′ 55″ E |       |
| fontaine Saint-Julien d’Amiens          | Amiens             | Somme         | Notice no PA00116055 | monument historique inscrit | 18 décembre 1940   | 49° 54′ 04″ N, 2° 18′ 06″ E |       |